# Elizabeth Marks
Elizabeth Marks (Prescott Valley, 7 agosto 1990) è una militare, nuotatrice paralimpica statunitense specializzata nei 100 metri rana.

## Biografia
Marks è figlia di James Marks, un veterano dei Marines degli Stati Uniti che ha prestato servizio durante la guerra del Vietnam. Si è diplomata al liceo all'età di 16 anni prima di frequentare i community college in Arizona.
Marks si è arruolata nell'Esercito degli Stati Uniti d'America nel luglio 2008 all'età di 17 anni e ha conseguito la specializzazione militare 68W (specialista sanitario). Durante la sua missione in Iraq nel 2010 ha subito lesioni bilaterali all'anca che l'hanno resa disabile. Si è ripresa dalle lesioni riportate prima in Germania e poi al Brooke Army Medical Center (BAMC) a Fort Sam Houston a San Antonio, Texas.
Inizialmente sembrava che potesse essere dichiarata inabile al servizio dai medici dell'esercito e per questo motivo si è posta l'obiettivo di essere dichiarata idonea. Ha iniziato a nuotare per completare ulteriori terapie fisiche e cardio mentre era al BAMC e ha ottenuto la classificazione di idoneità al servizio il 3 luglio 2012.
Marks è sposata con l'ex artificiere dell'esercito americano Mason Heibel; ha un tatuaggio su gran parte della gamba destra.

## Carriera
Marks ha iniziato a gareggiare nelle gare di nuoto poco dopo essersi unito al programma World Class Athlete dell'esercito americano nel luglio 2012.
Nel 2014, durante gli Invictus Games, contrasse una grave infezione respiratoria che costrinse i medici del Papworth Hospital, nel Regno Unito, a metterla in coma farmacologico per un mese. L'infezione lasciò Marks con una ridotta capacità polmonare tanto da influenzare la sua vista sotto esercizio fisico prolungato.
Tornata a gareggiare, ha vinto una medaglia d'oro ai Giochi mondiali militari del 2015 e quattro medaglie d'oro agli Invictus Games del 2016. Dopo la cerimonia ha chiesto privatamente al principe Harry, che le aveva conferito le medaglie d'oro, se potesse consegnare una delle sue medaglie d'oro ai dottori e agli infermieri del Papworth Hospital che le avevano salvato la vita. Si è qualificata per le Paralimpiadi estive del 2016 di Rio de Janeiro durante le quali ha vinto una medaglia d'oro individuale e una medaglia di bronzo nella staffetta.
Nel giugno 2021 gli Stati Uniti hanno annunciato i 34 nuotatori paralimpici che si sarebbero recati alle Paralimpiadi estive del 2020 di Tokyo. La squadra femminile era composta, oltre che dalla Marks, da Jessica Long, McKenzie Coan, Rebecca Meyers e Mallory Weggemann.
Il 14 aprile 2022 è stata nominata per rappresentare gli Stati Uniti ai Campionati mondiali di nuoto paralimpico 2022 e il 29 aprile 2023 per rappresentare gli Stati Uniti ai Campionati mondiali di nuoto paralimpico 2023. Alle Paralimpiadi di Parigi del 2024 conquista cinque medaglie d'argento.

## Riconoscimenti
Nel 2016 Marks ha ricevuto il Pat Tillman Award for Service agli ESPY Awards del 2016 e, al 2022, è l'unico soldato in servizio attivo ad aver ricevuto il premio.
Nel 2017 è stata inserita nella U.S. Army Women's Foundation Hall of Fame.

## Palmarès

### Giochi paralimpici
| Anno | Manifestazione                 | Sede           | Evento                                       | Risultato | Note |
| ---- | ------------------------------ | -------------- | -------------------------------------------- | --------- | ---- |
| 2016 | XV Giochi paralimpici estivi   | Rio de Janeiro | 100 metri rana classe SB7                    | Oro       |      |
| 2016 | XV Giochi paralimpici estivi   | Rio de Janeiro | Staffetta 4x100 metri misto - 34 punti       | Bronzo    |      |
| 2020 | XVI Giochi paralimpici estivi  | Tokyo          | 100 metri rana classe S6                     | Oro       |      |
| 2020 | XVI Giochi paralimpici estivi  | Tokyo          | 50 metri stile libero classe S6              | Argento   |      |
| 2020 | XVI Giochi paralimpici estivi  | Tokyo          | 50 metri farfalla classe S6                  | Bronzo    |      |
| 2024 | XVII Giochi paralimpici estivi | Parigi         | 50 metri stile libero classe S6              | Argento   |      |
| 2024 | XVII Giochi paralimpici estivi | Parigi         | 100 metri dorso classe S6                    | Argento   |      |
| 2024 | XVII Giochi paralimpici estivi | Parigi         | 200 metri misti classe SM6                   | Argento   |      |
| 2024 | XVII Giochi paralimpici estivi | Parigi         | Staffetta 4x50 metri stile libero - 20 punti | Argento   |      |
| 2024 | XVII Giochi paralimpici estivi | Parigi         | Staffetta 4x50 metri misti - 20 punti        | Argento   |      |

### Mondiali
| Anno | Manifestazione               | Sede   | Evento                    | Risultato | Note |
| ---- | ---------------------------- | ------ | ------------------------- | --------- | ---- |
| 2019 | Campionati mondiali di nuoto | Londra | 100 metri dorso classe S7 | Argento   |      |